# جان انتویسل
جان انتویسل (انگلیسی: John Entwistle) خواننده، ترانه‌سرا، گیتارنواز، آهنگساز، و تهیه‌کننده موسیقی اهل بریتانیا بود. وی بین سال‌های ۱۹۶۱ تا ۲۰۰۲ میلادی فعالیت می‌کرد.
از فیلم‌ها یا برنامه‌های تلویزیونی که وی در آن نقش داشته‌است می‌توان به تامی اشاره کرد.